# Indotipula okinawensis
Indotipula okinawensis är en tvåvingeart som först beskrevs av Alexander 1932.  Indotipula okinawensis ingår i släktet Indotipula och familjen storharkrankar. Inga underarter finns listade i Catalogue of Life.